# Aleuritopteris pseudofarinosa
Aleuritopteris pseudofarinosa là một loài thực vật có mạch trong họ Adiantaceae. Loài này được Ching & S.K. Wu miêu tả khoa học đầu tiên năm 1981.